# La valle dei re (film)
La valle dei re (Valley of the Kings) è un film del 1954 diretto da Robert Pirosh.

## Trama
La figlia di un noto archeologo si reca col marito in Egitto alla ricerca della tomba del faraone Rahotep, in cui dovrebbe essere custodito un segreto delle sacre scritture.
Nonostante la morte del padre Anna Barclay decide di continuare le sue ricerche archeologiche avviate dal genitore.  Grazie ad un'antica statuetta sembrerebbe che nella tomba del faraone Ramoteh ci possano essere prove della veridicità del racconto biblico di Giuseppe. La donna viaggia attraverso l'Egitto assieme al marito Philip ed a loro si aggrega anche Mark Brandon, che sta effettuando degli scavi nei dintorni del Cairo. Dopo una visita al monastero di Santa Caterina nel Sinai si dirigono verso il tempio di Abu Simbel dove scopriranno la verità sulla morte del padre di Anna e una tomba mai visitata dai ladri.

## Produzione
Il film fu prodotto dalla Metro-Goldwyn-Mayer. Per il ruolo di protagonista venne preso in considerazione Vittorio Gassman, all'epoca sotto contratto con la major americana.
Le riprese ebbero luogo principalmente in Egitto, negli stessi luoghi descritti nel film, in particolare si può vedere il tempio di Abu Simbel nella sua collocazione originale. Nel 1960 infatti con la costruzione della Diga di Assuan il tempio venne spostato. Il film venne presentato in prima mondiale contemporaneamente nei cinema di Alessandria e Il Cairo in Egitto e in quelli di New York.

## Distribuzione
Distribuito dalla Metro-Goldwyn-Mayer, uscì nelle sale cinematografiche statunitensi il 23 luglio 1954 dopo essere stato presentato a New York il 21 luglio.